# Uganda International 2009
Die Uganda International 2009 im Badminton fanden vom 20. bis zum 22. Februar 2009 in der Nsambya Sharing Hall in Kampala statt. Beim Turnier wurden Punkte für die Badminton-Weltrangliste vergeben. Das Preisgeld betrug 5.000 US-Dollar, wodurch das Turnier in die International Series eingeordnet wurde.

## Finalergebnisse
| Disziplin    | Sieger                           | Finalist                     | Ergebnis    |
| ------------ | -------------------------------- | ---------------------------- | ----------- |
| Herreneinzel | Ali Shahhosseini                 | Wilson Tukire                | 21:17 21:17 |
| Dameneinzel  | Karen Foo Kune                   | Margaret Nankabirwa          | 21:16 21:9  |
| Herrendoppel | Shaban Nkutu Ali Shahhosseini    | Brian Suuna Wilson Tukire    | 21:19 21:18 |
| Damendoppel  | Shamim Bangi Margaret Nankabirwa | Rose Nakalya Norah Nassimbwa | 21:16 21:10 |
| Mixed        | Abraham Wogute Rita Namusisi     | Ivan Karimunda Rose Nakalya  | 21:14 21:10 |